# فاكوندو إيمبودين
فاكوندو إيمبودين (بالإسبانية: Facundo Imboden)‏ هو مدرب كرة قدم ولاعب كرة قدم أرجنتيني وتشيلي في مركز الدفاع، ولد في 2 فبراير 1980 في بوينس آيرس في الأرجنتين. لعب مع أوليمبو وبوكا جونيورز وجيمناسيا لابلاتا وديبورتيفو كوينكا وفيرو كاريل أويستي ونادي أتليتيكو بيلغرانو ونادي أونيفرسيداد كاتوليكا ونادي ميلوناريوس.